# Campeonato Europeu de Patinação Artística no Gelo de 1956
O Campeonato Europeu de Patinação Artística no Gelo de 1956 foi a quadragésima oitava edição do Campeonato Europeu de Patinação Artística no Gelo, um evento anual de patinação artística no gelo organizado pela União Internacional de Patinação (em inglês:  International Skating Union) onde os patinadores artísticos competem pelo título de campeão europeu. A competição foi disputada entre os dias 19 de janeiro e 21 de janeiro, na cidade de Paris, França.

## Eventos
- Individual masculino
- Individual feminino
- Duplas
- Dança no gelo

## Medalhistas
| Evento                        | Ouro                                      | Prata                                       | Bronze                                            |
| Individual masculino detalhes | Alain Giletti · França                    | Michael Booker · Reino Unido                | Karol Divín · Tchecoslováquia                     |
| Individual feminino detalhes  | Ingrid Wendl · Áustria                    | Yvonne Sugden · Reino Unido                 | Erica Batchelor · Reino Unido                     |
| Duplas detalhes               | Sissy Schwarz · Kurt Oppelt · Áustria     | Marianna Nagy · László Nagy · Hungria       | Marika Kilius · Franz Ningel · Alemanha Ocidental |
| Dança no gelo detalhes        | Pamela Weight · Paul Thomas · Reino Unido | June Markham · Courtney Jones · Reino Unido | Barbara Thompson · Gerard Rigby · Reino Unido     |

## Resultados

### Individual masculino
| Pos.              | Nome                  | Nacionalidade      |
| ----------------- | --------------------- | ------------------ |
| Medalha de ouro   | Alain Giletti         | França             |
| Medalha de prata  | Michael Booker        | Reino Unido        |
| Medalha de bronze | Karol Divín           | Tchecoslováquia    |
| 4                 | Alain Calmat          | França             |
| 5                 | Tilo Gutzeit          | Alemanha Ocidental |
| 6                 | Norbert Felsinger     | Áustria            |
| 7                 | François Pache        | Suíça              |
| 8                 | István Szenes         | Hungria            |
| 9                 | Brian Tuck            | Reino Unido        |
| 10                | Manfred Schnelldorfer | Alemanha Ocidental |
| 11                | Hans Müller           | Suíça              |
| 12                | Igor Persiantsev      | União Soviética    |
| 13                | Hanno Sturher         | Áustria            |
| 14                | Hans-Jürgen Bäumler   | Alemanha Ocidental |
| 15                | Lev Mikhailov         | União Soviética    |
| 16                | Valentin Zakharov     | União Soviética    |

### Individual feminino
| Pos.              | Nome                      | Nacionalidade      |
| ----------------- | ------------------------- | ------------------ |
| Medalha de ouro   | Ingrid Wendl              | Áustria            |
| Medalha de prata  | Yvonne Sugden             | Reino Unido        |
| Medalha de bronze | Erica Batchelor           | Reino Unido        |
| 4                 | Rose Pettinger            | Alemanha Ocidental |
| 5                 | Hanna Walter              | Áustria            |
| 6                 | Diana Clifton-Peach       | Reino Unido        |
| 7                 | Sjoukje Dijkstra          | Países Baixos      |
| 8                 | Joan Haanappel            | Países Baixos      |
| 9                 | Erica Rucker              | Alemanha Ocidental |
| 10                | Ilse Musyl                | Áustria            |
| 11                | Emma Giardini             | Itália             |
| 12                | Alice Fischer             | Suíça              |
| 13                | Ina Bauer                 | Alemanha Ocidental |
| 14                | Jindriska Kramperova      | Tchecoslováquia    |
| 15                | Carine Borner             | Suíça              |
| 16                | Jana Docekalova           | Tchecoslováquia    |
| 17                | Miloslava Tumova-Zahorska | Tchecoslováquia    |
| 18                | Gilberte Naboudet         | França             |
| 19                | Corinne Altman            | França             |
| 20                | Milena Kladrubska         | Tchecoslováquia    |
| 21                | Michèle Allard            | França             |

### Duplas
| Pos.              | Nome                                | Nacionalidade      |
| ----------------- | ----------------------------------- | ------------------ |
| Medalha de ouro   | Sissy Schwarz / Kurt Oppelt         | Áustria            |
| Medalha de prata  | Marianna Nagy / László Nagy         | Hungria            |
| Medalha de bronze | Marika Kilius / Franz Ningel        | Alemanha Ocidental |
| 4                 | Joyce Coates / Anthony Holles       | Reino Unido        |
| 5                 | Věra Suchánková / Zdeněk Doležal    | Tchecoslováquia    |
| 6                 | Lisel Ellend / Konrad Lienert       | Áustria            |
| 7                 | Eva Szőllősy / Gabor Vida           | Hungria            |
| 8                 | Lidia Garasimova / Yuri Kiselev     | União Soviética    |
| 9                 | Carolyn Patricia Krau / Rodney Ward | Reino Unido        |
| 10                | Eva Neeb / Karl Probst              | Alemanha Ocidental |
| 11                | Maya Belenkaya / Igor Moskvin       | União Soviética    |
| 12                | Susi Holstein / Willi Wahl          | Suíça              |
| 13                | Vera Kuhrüber / Horst Kuhrüber      | Alemanha Oriental  |
| 14                | Colette Tarozzi / Jean Vives        | França             |

### Dança no gelo
| Pos.              | Nome                                     | Nacionalidade      |
| ----------------- | ---------------------------------------- | ------------------ |
| Medalha de ouro   | Pamela Weight / Paul Thomas              | Reino Unido        |
| Medalha de prata  | June Markham / Courtney Jones            | Reino Unido        |
| Medalha de bronze | Barbara Thompson / Gerard Rigby          | Reino Unido        |
| 4                 | Fanny Besson / Jean Paul Guhel           | França             |
| 5                 | Sigrid Knake / Günther Koch              | Alemanha Ocidental |
| 6                 | Catherina Odink / Jacobus Odink          | Países Baixos      |
| 7                 | Edith Peikert / Hans Kutschera           | Áustria            |
| 8                 | Lucia Zorn / Rudolf Zorn                 | Áustria            |
| 9                 | Gerda Wohlgemut / Hannes Burkhardt       | Alemanha Ocidental |
| 10                | Adriana Giuggiolini / Germano Ceccattini | Itália             |
| 11                | Rita Paucka / Peter Kwiet                | Alemanha Ocidental |
| 12                | Maria Grazia Locatelli / Vinico Toncelli | Itália             |
| 13                | Olga Cilardini / Gianfranco Canepa       | Itália             |

## Quadro de medalhas
| Ordem | País               | Medalha de ouro | Medalha de prata | Medalha de bronze |    | Ordem por total |
| ----- | ------------------ | --------------- | ---------------- | ----------------- | -- | --------------- |
| 1     | Áustria            | 2               |                  |                   | 2  | 2               |
| 2     | Reino Unido        | 1               | 3                | 2                 | 6  | 1               |
| 3     | França             | 1               |                  |                   | 1  | 3               |
| 4     | Hungria            |                 | 1                |                   | 1  | 3               |
| 5     | Alemanha Ocidental |                 |                  | 1                 | 1  | 3               |
| 5     | Tchecoslováquia    |                 |                  | 1                 | 1  | 3               |
| TOTAL | TOTAL              | 4               | 4                | 4                 | 12 | —               |